# Nancy Ward
Nancy Ward o Nanyehi (Chota, 1738-1824) fou una Ghighau, o 'dona estimada' de la nació cherokee. De pare amb ascendència lenape, fou cap espiritual dels cherokees. Fou guerrera amb Attakullakulla, el seu oncle matern, i consellera del rei Old Hop. A la mort del seu marit Kingfisher el 1755 assumí el rol del seu marit com a consellera i es casà amb el comerciant irlandès Bryan Ward. El 1776 aconsellà als cherokees donar suport als colons contra els anglesos.